# Liste der argentinischen Botschafter in der Schweiz
Die Botschaft befindet sich in der Jungfraustrasse 1. Der Botschafter in Bern ist regelmäßig auch in Liechtenstein akkreditiert.
| Ernannt / Akkreditiert | Botschafter                | Bemerkungen                                                           | Dodis                                                                                 | ernannt von                    | akkreditiert während der Regierung von | Posten verlassen |
| ---------------------- | -------------------------- | --------------------------------------------------------------------- | ------------------------------------------------------------------------------------- | ------------------------------ | -------------------------------------- | ---------------- |
| 1884                   | José Sanchez de Bustamante |                                                                       |                                                                                       |                                |                                        |                  |
| 1911                   | Epifanio Portela           | Sitz in Rom (* 29. Mai 1855 in Buenos Aires; † 11. April 1916 in Rom) |                                                                                       | Roque Sáenz Peña               | Marc-Emile Ruchet                      | 11. Apr. 1916    |
| 1927                   | José María Cantilo         | Ministre plénipotentiaire                                             |                                                                                       | Marcelo Torcuato de Alvear     | Giuseppe Motta                         | 1932             |
| 6. Nov. 1942           | Carlos Brebbia             | Gesandter                                                             | Carlos Brebbia in der Datenbank Dodis der Diplomatischen Dokumente der Schweiz        | Ramón Castillo                 | Philipp Etter                          | 1945             |
| 13. Juli 1945          | Carlos L. Torriani         | Gesandter (* 27. Juni 1898 in Rosario (Santa Fe))                     | Carlos L. Torriani in der Datenbank Dodis der Diplomatischen Dokumente der Schweiz    | Edelmiro Julián Farrell        | Eduard von Steiger                     | 1946             |
| 1946                   | Ovidio Victor Schiopetto   | Handelsrat                                                            | Ovidio V. Schiopetto in der Datenbank Dodis der Diplomatischen Dokumente der Schweiz  | Juan Perón                     | Karl Kobelt                            | 1949             |
| 1946                   | Oscar Oneto Astengo        | Geschäftsträger                                                       | Oscar Oneto Astengo in der Datenbank Dodis der Diplomatischen Dokumente der Schweiz   | Juan Perón                     | Karl Kobelt                            | 1946             |
| 23. Dez. 1946          | Benito Pedro Llambí        |                                                                       | Benito Pedro Llambi in der Datenbank Dodis der Diplomatischen Dokumente der Schweiz   | Juan Perón                     | Karl Kobelt                            | 26. Jan. 1950    |
| 20. Jan. 1950          | Oscar Oneto Astengo        |                                                                       | Oscar Oneto Astengo in der Datenbank Dodis der Diplomatischen Dokumente der Schweiz   | Juan Perón                     | Max Petitpierre                        |                  |
| 4. Feb. 1954           | Mario Remorino             |                                                                       | Mario Remorino in der Datenbank Dodis der Diplomatischen Dokumente der Schweiz        | Juan Perón                     | Rodolphe Rubattel                      | 14. Okt. 1955    |
| 27. Jan. 1956          | Raul Aguirre Molina        | Aguirre Molina                                                        | Raul Aguirre Molina in der Datenbank Dodis der Diplomatischen Dokumente der Schweiz   | Eduardo Lonardi                | Markus Feldmann                        | 21. Juli 1957    |
| 22. Juli 1957          | Raoul Aguirre Molina       | Gesandtschaft wurde zur Botschaft aufgewertet.                        | Raoul Aguirre Molina in der Datenbank Dodis der Diplomatischen Dokumente der Schweiz  | Eduardo Lonardi                | Hans Streuli                           |                  |
| 3. Okt. 1958           | Carlos Herrera             |                                                                       | Carlos Herrera in der Datenbank Dodis der Diplomatischen Dokumente der Schweiz        | Arturo Frondizi                | Thomas Holenstein                      |                  |
| 1965                   | Hugo Urtubey               | Botschaftssekretär                                                    | Hugo Urtubey in der Datenbank Dodis der Diplomatischen Dokumente der Schweiz          | Arturo Umberto Illia           | Hans-Peter Tschudi                     |                  |
| 1965                   | Enrique Carrier            | Botschaftssekretär                                                    | Enrique Carrier in der Datenbank Dodis der Diplomatischen Dokumente der Schweiz       | Arturo Umberto Illia           | Hans-Peter Tschudi                     |                  |
| 1961                   | Ernesto Pablo Mairal       |                                                                       | Ernesto Pablo Mairal in der Datenbank Dodis der Diplomatischen Dokumente der Schweiz  | Arturo Frondizi                | Friedrich Traugott Wahlen              |                  |
| 1964                   | Juan Octavio Gauna         |                                                                       | Juan Octavio Gauna in der Datenbank Dodis der Diplomatischen Dokumente der Schweiz    | Arturo Umberto Illia           | Ludwig von Moos                        | 1964             |
| 1964                   | Aristobulo Raul Illia      |                                                                       | Aristobulo Raul Illia in der Datenbank Dodis der Diplomatischen Dokumente der Schweiz | Arturo Umberto Illia           | Ludwig von Moos                        | 5. Aug. 1966     |
| 25. Okt. 1966          | Javier Teodoro Gallac      |                                                                       | Javier Teodoro Gallac in der Datenbank Dodis der Diplomatischen Dokumente der Schweiz | Juan Carlos Onganía            | Hans Schaffner                         | 11. Dez. 1969    |
| 13. Mai 1971           | Máximo Etchecopar          | (* 19. Februar 1912–2002)                                             | Máximo Etchecopar in der Datenbank Dodis der Diplomatischen Dokumente der Schweiz     | Alejandro Agustín Lanusse      | Rudolf Gnägi                           | 5. Juli 1973     |
| 4. Juli 1974           | Elena Julia Palacios       |                                                                       | Elena Julia Palacios in der Datenbank Dodis der Diplomatischen Dokumente der Schweiz  | Isabel Martínez de Perón       | Ernst Brugger                          | 1976             |
| 1975                   | Carlos Alberto Passalacqua | 2002: Botschafter in Warschau                                         |                                                                                       | Isabel Martínez de Perón       | Pierre Graber                          |                  |
| Sep. 1976              | Luis María de Pablo Pardo  |                                                                       |                                                                                       | Jorge Rafael Videla            | Rudolf Gnägi                           | 1976             |
| 1977                   | Enrique Quintana Achával   | [ 2 ]                                                                 |                                                                                       | Jorge Rafael Videla            | Kurt Furgler                           | 1980             |
| 1977                   | Héctor Martínez Castro     | Gesandtschaftsrat                                                     |                                                                                       | Jorge Rafael Videla            | Kurt Furgler                           |                  |
| 23. Okt. 1981          | Juan Carlos Katzenstein    |                                                                       |                                                                                       | Roberto Eduardo Viola          | Kurt Furgler                           |                  |
| 1991                   | Susana Ruiz Cerutti        |                                                                       |                                                                                       | Carlos Menem                   | Flavio Cotti                           |                  |
| 30. Okt. 2013          | Antonio Gustavo Trombetta  | (* 23. Januar 1953) 1. Juli 1999 in Brüssel                           |                                                                                       | Cristina Fernández de Kirchner | Ueli Maurer                            |                  |